# San Zenone al Lambro
San Zenone al Lambro – miejscowość i gmina we Włoszech, w regionie Lombardia, w prowincji Mediolan.
Według danych na rok 2004 gminę zamieszkiwały 3442 osoby, 491,7 os./km².